# Guadalupe Pérez Rojas
Guadalupe Pérez Rojas (* 19. August 1994 in San Pedro de Jujuy) ist eine ehemalige argentinische Tennisspielerin.

## Karriere
Pérez Rojas, die im Alter von acht Jahren mit dem Tennissport begann, bevorzugt dabei laut ITF-Profil Hartplätze. Sie spielt überwiegend Turniere auf dem ITF Women’s Circuit, bei denen sie bislang 13 Titel im Doppel gewonnen hat.
Im Jahr 2016 spielte Pérez Rojas erstmals für die argentinische Fed-Cup-Mannschaft; ihre Fed-Cup-Bilanz weist bislang 1 Sieg bei 2 Niederlagen aus.
Ihr bislang letztes internationale Turnier spielte Pérez Rojas im September 2018. Sie wird daher nicht mehr in der Weltrangliste geführt.

## Turniersiege

### Doppel
| Nr. | Datum              | Turnier             | Kategorie   | Belag     | Partnerin              | Finalgegnerinnen                           | Ergebnis          |
| --- | ------------------ | ------------------- | ----------- | --------- | ---------------------- | ------------------------------------------ | ----------------- |
| 1.  | 18. Juni 2010      | Buenos Aires        | ITF $10.000 | Sand      | Lucia Jara Lozano      | Mailen Auroux Karen Castiblanco            | 7:62, 1:0 Aufgabe |
| 2.  | 12. Oktober 2012   | São Paulo           | ITF $10.000 | Sand      | Fernanda Brito         | Flavia Dechandt Araujo Carolina Zeballos   | 4:6, 6:2, [10:5]  |
| 3.  | 5. September 2014  | Quito               | ITF $10.000 | Sand      | Anastasia Kharchenko   | Sofia Blanco Ana Madcur                    | 3:6, 6:4, [10:8]  |
| 4.  | 24. Oktober 2014   | Lima                | ITF $10.000 | Sand      | Sofía Luini            | Cecilia Costa Melgar Nathaly Kurata        | 6:4, 6:3          |
| 5.  | 21. November 2014  | Asuncion            | ITF $50.000 | Sand      | Sofía Luini            | Anastassija Piwowarowa Patricia Maria Țig  | 6:3, 6:3          |
| 6.  | 11. April 2015     | Santiago            | ITF $15.000 | Sand      | Nadia Podoroska        | Fernanda Brito Eduarda Piai                | 6:4, 6:4          |
| 7.  | 30. April 2016     | Győr                | ITF $10.000 | Sand      | Francesca Stephenson   | Daiana Negreanu Rebeka Stolmár             | 6:4, 2:6, [10:6]  |
| 8.  | 20. Mai 2016       | Galați              | ITF $25.000 | Sand      | Maria-Fernanda Alves   | Ani Amiraghjan Alexandra Perper            | 6:4, 2:6, [10:8]  |
| 9.  | 24. September 2016 | Scharm asch-Schaich | ITF $10.000 | Hartplatz | Elena-Teodora Cadar    | Ana Bianca Mihăilă Shweta Chandra Rana     | 7:5, 7:65         |
| 10. | 5. November 2016   | Hammamet            | ITF $10.000 | Sand      | Jil Teichmann          | Tamara Čurović Barbara Kötelesová          | 6:1, 4:6, [11:9]  |
| 11. | 3. Dezember 2016   | Santiago            | ITF $25.000 | Sand      | Tamara Zidanšek        | Usue Maitane Arconada Georgia Brescia      | 6:3, 7:65         |
| 12. | 29. April 2017     | Tunis               | ITF $60.000 | Sand      | Daniela Seguel         | Ágnes Bukta Vivien Juhászová               | 6:73, 6:3, [11:9] |
| 13. | 20. Oktober 2017   | Riba-roja de Túria  | ITF $15.000 | Sand      | Yvonne Cavalle-Reimers | Estrella Cabeza Candela Ángela Fita Boluda | 6:4, 6:4          |